# Teleogramma (vissengeslacht)
Teleogramma is een geslacht van straalvinnige vissen uit de familie van de cichliden (Cichlidae).

## Soorten
- Teleogramma brichardi Poll, 1959
- Teleogramma depressum Roberts & Stewart, 1976
- Teleogramma gracile Boulenger, 1899
- Teleogramma monogramma (Pellegrin, 1927)